# Louis Guillaume Le Monnier
Louis Guillaume Le Monnier (o Lemonnier), (París, 27 de junio de 1717-Versailles, 7 de septiembre de 1799) fue un médico, botánico, y micólogo francés. Era hermano del astrónomo Pierre Charles Le Monnier
En 1758, ocupa la cátedra de Profesor de Botánica en el jardín de plantas de París y fue médico de Luis XV, luego de Luis XVI. Sería admitido en la Academia de las Ciencias Francesa como adjunto botánico en 1743; y miembro de la Royal Society en 1745.
Además de sus propias publicaciones, igualmente contribuye con cinco artículos de la Encyclopédie ou Dictionnaire raisonné des sciences, des arts et des métiers, en especial «imanes», «electricidad» y «fuego eléctrico».
Formó y envió en exploraciones a muchos discípulos botánicos como André Michaux.

## Honores
Fue designado miembro de la Royal Society el 7 de febrero de 1745.

## Principales publicaciones
- Leçons de physique expérimentale, sur l'équilibre des liqueurs et sur la nature et les propriétés de l'air, traducido al inglés por Roger Cotes, 1742
- Observations d'histoire naturelle faites dans les provinces méridionales de France, pendant l'année 1739, 1744
- Recherches sur la Communication de l'Electricité, 1746
- Observations sur l'Electricité de l'Air, 1752

- La abreviatura «Le Monn.» se emplea para indicar a Louis Guillaume Le Monnier como autoridad en la descripción y clasificación científica de los vegetales.[3]